# Jump (пісня Ріанни)
«Jump» — сьомий та фінальний сингл сьомого студійного альбому барбадосько-американської поп-співачки Ріанни — «Unapologetic». Сингл вийшов 24 січня 2014.

## Список композицій
Цифрове завантаження
1. "Jump" — 4:24

## Чарти
Тижневі чарти
| Чарт (2012-2014)                                  | Позиція |
| ------------------------------------------------- | ------- |
| Австралія ARIA                                    | 5       |
| Австралія (Urban) ARIA                            | 2       |
| Франція SNEP                                      | 153     |
| Нова Зеландія RMNZ                                | 10      |
| Велика Британія (Singles) Official Charts Company | 150     |
| США R&B/Hip-Hop Digital Songs (Billboard)         | 34      |

## Продажі
| Країна               | Сертифікат (таблиця продажів та сертифікатів) | Продажі |
| -------------------- | --------------------------------------------- | ------- |
| Австралія (ARIA)     | Платина                                       | +70,000 |
| Нова Зеландія (RMNZ) | Золото                                        | +15,000 |